# Nevada-tan
Nevada-tan (en japonés NEVADAたん, también: ネバダたん Nevada-tan; nacida el 21 de noviembre de 1992) es el nombre por el que se conoció a una estudiante japonesa, cuyo nombre verdadero es Natsumi Tsuji, que asesinó a una compañera en 2004. Nevada-tan tenía por aquel entonces 11 años y su víctima 12.
El homicidio tuvo lugar el 1 de junio de 2004 en una escuela primaria de Sasebo (Prefectura de Nagasaki). La garganta de la víctima había sido rajada con un cúter. Desde entonces se ha convertido en un fenómeno de internet.
Poco después de que se publicara una fotografía tomada de la niña ese mismo día, aparecieron las primeras historietas en las que se representaba a Nevada-tan con un jersey deportivo con la inscripción «NEVADA». La fotografía era una toma de toda la clase, asesina y en la que llevaba un jersey deportivo con esta misma inscripción. Como la ley japonesa prohíbe la publicación de los nombres de los menores implicados en delitos, el verdadero nombre de la niña no apareció en la prensa, y fue la inscripción de NEVADA la que pasó a darle nombre en internet. El sufijo -tan significa "pequeña", también se usó la forma "Nevada-Chan" que es un sufijo de significado afectuoso/familiar "pequeño" -chan.
La agresora fue trasladada en septiembre de 2004 desde el reformatorio en el que se encontraba recluida a la prisión de Ujiie, en la Prefectura de Tochigi. La institución es la única prisión de mujeres en todo el Japón en la que las reclusas pueden ser puestas en régimen de aislamiento. ")